# Брокер
Брокер је берзански посредник. То је особа која има дозволу за приступ на берзу и овлашћени су да склапају берзанске послове као купци и/или као продавци. Послове обављају у своје име и за туђ рачун, тј. за рачун налогодавца. Налогодавац на тај начин може остати непознат (што зависи и од правила која важе на одређеном тржишту). Берзански посредник (брокер) не сноси ризик и не може давати гаранције за крајњи исход посла,
ризик у потпуности сноси налогодавац. 
Брокери послују само са другим овлашћеним посредницима, а предмет трговине могу бити робе и хартије од вредности које су званично регистроване на берзи. За своју услугу (посредовање) наплаћују провизију тзв. брокеражу. Брокеража се обично одређује као проценат од обављеног промета, а који опада са порастом вредности трансакције.

## Ипотечни брокер
Карактер и обим делатности ипотечног брокера разликују се у зависности од јурисдикције. Ипотечни брокер делује као посредник, који се бави ипотечним кредитима у име појединаца или предузећа. Традиционално су банке и друге кредитне институције продавале своје производе. Међутим, како су тржишта хипотека постала конкурентнија, улога хипотечног брокера постала је популарнија.
Ипотечни брокери такође морају имати индивидуалне и корпоративне лиценце кроз Национални систем лиценцирања и регистар (NMLS). Циљ NMLS-а је да користи предности локалне регулације финансијских услуга на нивоу државе на националној платформи, која обезбеђује побољшану координацију и размену информација између регулаторних органа, повећану ефикасност за индустрију и појачану заштиту потрошача. Кредитни стручњаци који раде у депозитарним институцијама морају бити регистровани у NMLS-у, али не морају имати лиценцу.
Брокери за хипотеку са везом нуде производе од једног зајмодавца, док брокери са вишеструком везом нуде производе од мале групе зајмодаваца. Једна од главних предности рада са хипотечним брокером је њихов приступ широком кругу зајмодаваца. За разлику од директног обраћања банци или једном зајмодавцу, брокер може изабрати за вас неколико кредитних производа из различитих финансијских институција. Многи брокери са везом су повезани са агентима за некретнине и упућују клијенте агенције код једног од неколико зајмодаваца у замену за провизију. Стручњаци за хипотеку у банкама и грађевинским друштвима такође се могу сматрати брокерима са везом, јер могу нудити само производе које продаје тај зајмодавац.
Накнаде се разликују од брокера до брокера, али накнаде могу бити оправдане ако брокер може убрзати процес подношења захтева, пружити подршку рањивим клијентима и/или извршити претрагу широм спектра хипотекарних кредита како би пронашао најприкладнију понуду на основу околности клијента или изабране некретнине. Прописи FCA о потрошачким обавезама захтевају од брокера да размотре да ли њихове накнаде представљају „праведну вредност“ за потрошача.